# Taça Betinho Studart de 2025
Taça Betinho Studart de 2025 foi uma competição de Pré-temporada de Futsal, disputada entre Fortaleza Futsal e Imperial FC. A competição leva o nome do Ex-Diretor do Fortaleza Roberto Studart, mais conhecido como Betinho Studart, falecido em 2018.

## Formato
A edição de 2025 da Taça Betinho Studart foi disputada em partida única, sem fase de grupos ou mata-mata, servindo como um amistoso oficial preparatório para o time da casa.

## Participantes
| Cidade    | Equipe           |
| --------- | ---------------- |
| Fortaleza | Fortaleza Futsal |
| Horizonte | Imperial FC      |

## Jogos
O jogo ocorreu no dia 18 de fevereiro de 2025, no Ginásio Paulo Sarasate, em Fortaleza, Ceará. O Fortaleza venceu a partida por 5 a 2, sagrando-se campeão da segunda edição do torneio. Os gols do Fortaleza foram marcados por Luisinho (2 vezes), Rômulo, Gugu Flores e Valdin.

## Premiação
| Taça Betinho Studart de 2025          |
| ------------------------------------- |
| Fortaleza Futsal Campeão (2.º título) |